# Valériane (prénom)
Cet article concerne le prénom. Pour les espèces de plantes, voir Valériane.
Cette page présente le prénom Valériane ainsi que ses variantes.
Valériane est un prénom féminin.

## Occurrence et fête
Valériane est un prénom révolutionnaire, resté assez rare tout au long du XIXe siècle. Il est de nouveau donné assez souvent à partir des années 1970, et jusqu’à une centaine de fois par an dans les années 1990. Dans les années 2000, il redescend à une vingtaine d’attributions annuelles. Il se fête le 13 mai. 

## Personnalités portant ce prénom
- Pour l'ensemble des articles sur les personnes portant ce prénom, consulter :
  - la liste des articles dont le titre commence par ce prénom
  - les listes produites par Wikidata : Liste des personnes de prénom « Valériane » — même liste en incluant les éventuels prénoms composés qui contiennent « Valériane ».